# Астраханское ханство
Астраха́нское ханство (тат. Хаҗитархан ханлыгы, حاجی‌ ترخان خانلغی) — татарское государство, возникшее в результате распада Золотой Орды и существовавшее в XVI веке в Нижнем Поволжье. Столица — город Хаджи-Тархан (Аждархан), располагался на правом берегу Волги, в 12 км от современной Астрахани («великое татарское торжище», городище Шареный бугор). Основное население составляли татары.

## История
Астраханское ханство образовалось в 1459 году, когда его возглавил бывший хан Большой Орды (так стала именоваться центральная часть Золотой Орды со столицей в Сарае) Махмуд, а с 1461 года его сын Касим. Проиграв борьбу за власть своему брату Ахмату, он около 1460 г. ушёл в Хаджи-Тархан, где и создал собственное владение. Выгодное местоположение и отсутствие конкуренции способствовало восстановлению торговых связей Хаджи-Тархана с Хорезмом, Бухарой, Казанью. На невольничий рынок в Хаджи-Тархан привозились рабы из Крыма, Казани, Большой Орды, Ногайской Орды. В годы правления Касима между Хаджи-Тарханом и Московским княжеством установились торговые отношения. В частности, при Иване III из Москвы по рекам Москве, Оке и Волге ежегодно отправлялись в Аждархан корабли за солью. Полную самостоятельность Астраханское ханство получило в начале XVI века, после окончательного разгрома крымцами Большой Орды (1502 год). До этого правители ханства признавали зависимость от Большой Орды.
Астраханские ханы принадлежали к роду Джучидов, являясь потомками Тукай-Тимура, младшего брата Бату-хана. От последнего он получил удел, в который входили полуостров Мангышлак, Прикаспийская низменность (с Хаджи-Тарханом /Аждарханом) и земли асов на северном Кавказе. Вероятно, потомки Тукай-Тимура и далее контролировали эти территории, а позднее заняли престолы в Крымском, Казанском, Астраханском, Бухарском и Касимовском ханствах.
В 1554 году с помощью русских войск в результате первого Астраханского похода на трон Астраханского ханства был посажен Дервиш-Али с обязанностью платить дань Русскому царству по Астраханскому мирному договору. Интриги внутри Ногайской Орды и жалоба на Дервиш-Али, поданная ханом Измаилом на имя Ивана Грозного, привела к обострению отношений Москвы и Хаджи-Тархана. Сам Дервиш-Али был обвинён в измене. 2 июня 1556 года небольшой отряд казаков атамана Ляпуна Филимонова во втором Астраханском походе подошёл к Хаджи-Тархану. Хан Дервиш-Али, приняв казачий отряд за авангард русской армии, бежал вместе с войском в Азов к туркам. Хаджи-Тархан был взят без боя отрядом воеводы Ивана Черемисинова, соединившегося с отрядом Филимонова, и Астраханское ханство прекратило своё существование.

## Краткая характеристика
По размеру ханство было наименьшим среди всех татарских государств — осколков Золотой Орды. На западе территория ханства простиралась до реки Кубань и нижнего течения Дона. На востоке границы ханства доходили до реки Бузан. Здесь ханство граничило с Ногайской Ордой. На юге граница ханства достигала реки Терек, а на севере доходила до широты Переволоки. Большую часть территории государства занимали бесплодные солончаковые степи. Население ханства в основном было сосредоточено в дельте Волги. Численность населения составляла около 15—20 тысяч человек. Максимальная численность вооружённых сил ханства составляла 3000 человек.
Ханство находилось в зависимом положении от своих более сильных соседей — Ногайской Орды и Крымского ханства. На престоле ханства регулярно утверждались ставленники Крыма, что противоречило политике соседней Ногайской Орды, также стремившейся установить контроль над ханством.

## Присоединение к России

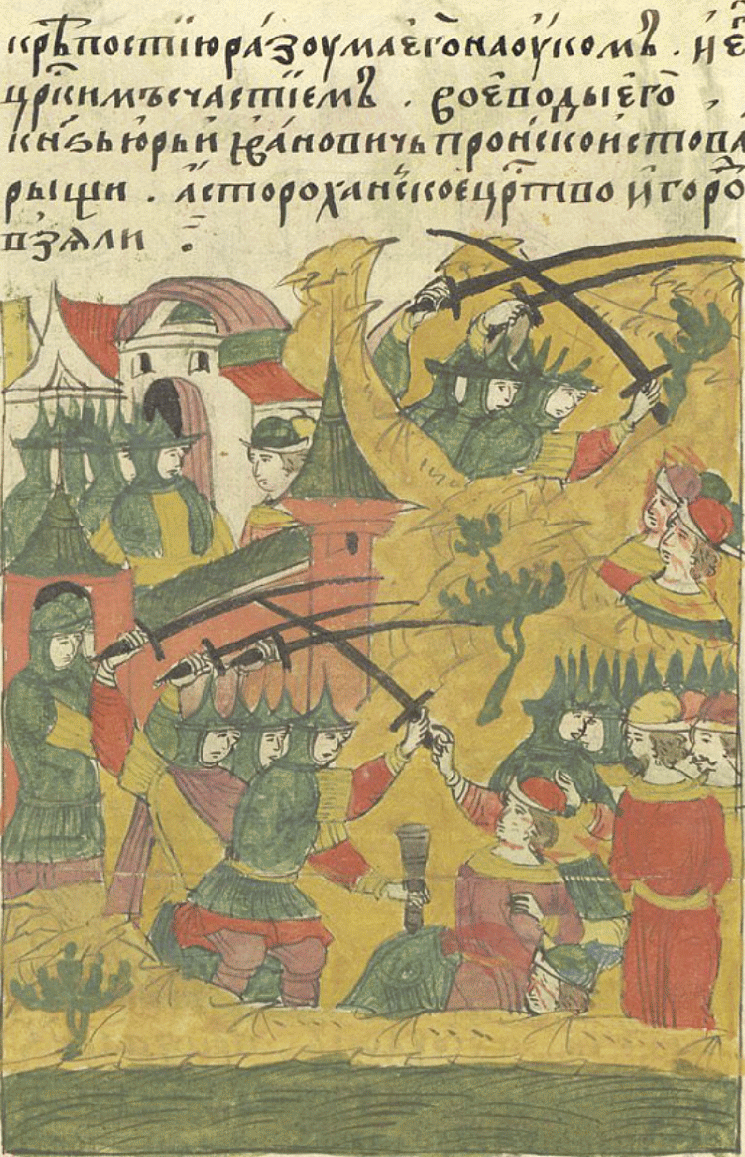
Взятие Астрахани русскими войсками. 1554 год

После завоевания Казанского ханства и взятия его столицы, царь Иван Грозный решил подчинить своему влиянию южного соседа. Покорение Астраханского ханства позволило бы добиться контроля над всем бассейном Волги и получить прямой выход в Каспийское море. Поводом к началу военных действий стало пленение местным ханом Ямгурчеем московских послов в Хаджи-Тархане.
Весной 1554 года по Волге в сторону Хаджи-Тархана отправилось войско во главе с князем Пронским. 29 июня 1554 года русский авангард под командованием князя Пронского нанес поражение головному отряду астраханцев у Чёрного острова. После этого Ямгурчей не стал вступать в новое сражение и при приближении русских к Хаджи-Тархану бежал из города в турецкую крепость Азов. Русские войска без боя заняли Хаджи-Тархан.
Там воцарился противник Ямгурчея и союзник московского царя — хан Дервиш-Али, обещавший поддержку Москве. Однако в 1556 году этот хан перешёл на сторону давних врагов России — Крымского ханства и Османской империи, спровоцировав этим новый поход русских на Астраханское ханство. Его возглавил воевода Иван Черемисинов. Сначала донские казаки отряда атамана Филимонова нанесли поражение ханскому войску под Хаджи-Тарханом, после чего 2 июля Аждархан был вновь взят без боя. В результате этого похода Астраханское ханство было полностью подчинено Русскому царству.
После покорения Аждархана русское влияние распространилось до Кавказа. В 1559 году князья Пятигорские и Черкасские просили Ивана Грозного прислать им отряд для защиты против набегов крымских татар и священников для поддержания веры. Царь послал им двух воевод и священников, которые обновили павшие древние церкви, а в Кабарде проявили широкую миссионерскую деятельность, крестив многих в православие.

## Годы правления ханов Астраханского ханства
За время существования Астраханского ханства с 1459 по 1556 годы в нём правило 13 ханов.
| №                           | Имя                  | Годы правления                  | Происхождение                        |
| --------------------------- | -------------------- | ------------------------------- | ------------------------------------ |
| Тука-Тимуриды (Махмудовичи) |                      |                                 |                                      |
| 1.                          | Махмуд (Сеид-Махмуд) | 1459—1476                       | сын Кичи-Мухаммеда                   |
| 2.                          | Касим I              | 1476—1495                       | сын Сеид-Махмуда                     |
| 3.                          | Абдул-Керим          | 1495—1515                       | сын Сеид-Махмуда                     |
| 4.                          | Джанибек             | 1515—1521                       | сын Сеид-Махмуда                     |
| 5.                          | Хусейн               | 1521—1527                       | сын Джанибека                        |
| Тука-Тимуриды (Ахматовичи)  |                      |                                 |                                      |
| 6.                          | Шейх Ахмед-хан       | 1527—1528                       | сын Ахмад-хана, сына Кичи-Мухаммеда  |
| 7.                          | Касим II             | 1528 — начало 1531              | сын Сеид-Ахмед-хана, сына Ахмад-хана |
| Гираи                       |                      |                                 |                                      |
| 8.                          | Ислям I Герай        | 1531 (8—9 месяцев)              | сын Мехмед I Герайа                  |
| Тука-Тимуриды (Ахматовичи)  |                      |                                 |                                      |
| 9.                          | Касим II             | 1531 — начало 1532 (второй раз) |                                      |
| 10.                         | Ак-Кубек             | 1532 (несколько месяцев)        | сын Муртаза-хана, сына Ахмад-хана    |
| Тука-Тимуриды (Махмудовичи) |                      |                                 |                                      |
| 11.                         | Абдул-Рахман         | 1533—1537                       | сын Абдул-Керима                     |
| Тука-Тимуриды (Ахматовичи)  |                      |                                 |                                      |
| 12.                         | Дервиш-Али           | 1537—1540                       | внук Шейх-Ахмата                     |
| Тука-Тимуриды (Махмудовичи) |                      |                                 |                                      |
| 13.                         | Абдул-Рахман         | 1540—1545 (второй раз)          |                                      |
| Тука-Тимуриды (Ахматовичи)  |                      |                                 |                                      |
| 14.                         | Ак-Кубек             | 1545—1546 (второй раз)          |                                      |
| 15.                         | Ямгурчи              | 1546—1547                       | внук Муртаза-хана                    |
| 16.                         | Ямгурчи              | 1549 (второй раз)               |                                      |
| 17.                         | Дервиш-Али           | 1550—1552 (второй раз)          |                                      |
| 18.                         | Ямгурчи              | 1552—1554 (третий раз)          |                                      |
| 19.                         | Дервиш-Али           | 1554—1556 (третий раз)          |                                      |